# 顫動
顫動(德語：Zitterbewegung；英語：jitter/oscillatory movement)是一種理論上螺旋的或圓形的基本粒子運動，尤其是電子，因而產生了它們所具有的自旋與磁矩。如此運動的存在是由埃爾温·薛丁格於1930年首次提出，這是出於他對自由空間中相對論性電子的狄拉克方程式波包解的分析結果，其中正與負的能態間的干涉產生了看起來是以光速繞著中央的位置變動，其角頻率為{\displaystyle 2mc^{2}/\hbar \,\!}或用頻率表示為大約1.6×1021赫茲。
自由的相對論性粒子的顫動迄今未被觀察到。
Krekora等人的研究成果，基於二次量子化量子理論（適合描述多粒子量子動力學的理論）顯示出：「量子場論禁止一顆電子顫動現象的出現。」Krekora等人亦將他們量子場論的數值模擬用在描述另一個具有爭議性（且某種程度相關）的現象，稱作克萊因悖論。
雖然尚未被證實存在，但是對顫動已進行過兩次模擬。第一次，是使用一個被俘获的离子，将之置于一个使该离子的非相对论性薛丁格方程具有和狄拉克方程同样的数学形式(虽然物理条件不同)之环境中。第二次，在2013年，使用一个玻色-爱因斯坦凝聚装置。

## 推导
含時間的薛丁格方程式為 
{\displaystyle H\psi (\mathbf {x} ,t)=i\hbar {\frac {\partial \psi }{\partial t}}(\mathbf {x} ,t)\,\!}
其中{\displaystyle H\,\!}是針對自由空間中一顆電子的狄拉克方程式哈密頓算符
{\displaystyle H=\left(\alpha _{0}mc^{2}+\sum _{j=1}^{3}\alpha _{j}p_{j}\,c\right)\,\!}
影射任意算符Q遵守方程式
{\displaystyle -i\hbar {\frac {\partial Q}{\partial t}}(t)=\left[H,Q\right]\,\!\;}。
其中特別是位置算符的時間相關性為
{\displaystyle \hbar {\frac {\partial x_{k}}{\partial t}}(t)=i\left[H,x_{k}\right]=\alpha _{k}\,\!\;.}
上面的方程式顯示算符{\displaystyle \alpha _{k}}可被詮釋為一「速度算符」的第k 分量。
速度算符的時間相關性則為
{\displaystyle \hbar {\frac {\partial \alpha _{k}}{\partial t}}(t)=i\left[H,\alpha _{k}\right]=2ip_{k}-2i\alpha _{k}H\,\!\;.}
現在因為{\displaystyle p_{k}}與{\displaystyle H}兩者皆與時間無關，上面的方程式可以很容易地被積分兩次，以找出位置算符外顯的時間相關性：
{\displaystyle x_{k}(t)=x_{k}(0)+c^{2}p_{k}H^{-1}t+{1 \over 2}i\hbar cH^{-1}(\alpha _{k}(0)-cp_{k}H^{-1})(e^{-2iHt/\hbar }-1)\,\!}
其中{\displaystyle x_{k}(t)\,\!}是在時間{\displaystyle t\,\!}的位置算符。
以上所得的式子包括了初始位置{\displaystyle x_{k}(0)}，與時間成比例關係的等速度運動{\displaystyle c^{2}p_{k}H^{-1}t}，以及一個意想不到的振動項，其振幅等於康普頓波長。振動項則是所謂的「顫動」。
有趣的是，若波包完全是正能量波或者完全是負能量波所組成時，對波包取期望值則「顫動」項會消失。因此，我們可以得到「顫動」是來自於「正能量與負能量波成份之間的干涉」這樣的詮釋。

## 外部連結
- （英文）The Zitterbewegung Interpretation of Quantum Mechanics，在正負能態干涉造成顫動之外的另一種解釋。

1. ↑  Phys. Rev. Lett., v. 93, 043004-1, 2004
2. ↑  . Nature News and Views.   [2015-04-19]. （原始内容存档于2011-09-28）.
3. ↑  Gerritsma; Kirchmair; Zähringer; Solano; Blatt; Roos. . Nature. 2010, 463 (7277)  [2015-04-19]. doi:10.1038/nature08688. （原始内容存档于2011-08-29）.
4. ↑  Leblanc; Beeler; Jimenez-Garcia; Perry; Sugawa; Williams; Spielman. . New Journal of Physics. 2013, 15 (7). doi:10.1088/1367-2630/15/7/073011.